# Zohar Weiss
Zohar Weiss (hebräisch זוהר וייס; geboren 1962 in Bet Kama) ist ein ehemaliger israelischer Schwimmer.
Bei den israelischen Schwimmmeisterschaften Ende September 1977 gewann Weiss drei Medaillen: eine Silbermedaille und zwei Bronzemedaillen. Eine Silbermedaille mit der 4x200-Meter-Freistilstaffel mit einer Zeit von 8:48,22 Minuten und eine Bronzemedaille über 200 Meter Freistil mit einer Zeit von 2:04,57 Minuten.
Bei den Schwimmweltmeisterschaften 1978 in Berlin war Weiss Mitglied der israelischen Staffel, die in der 4x100-Meter-Freistilstaffel den 13. Platz belegte und mit 3:35,45 Minuten einen neuen israelischen Rekord aufstellte. Außerdem erreichte er mit der 4x200-Meter-Freistilstaffel den 13. Platz und schwamm mit 7:55,64 Minuten einen weiteren neuen israelischen Rekord.